# Apeadeiro de Campos
O Apeadeiro de Campos foi uma interface da Linha do Minho, que servia a localidade de Campos, no concelho de Vila Nova de Cerveira, em Portugal.

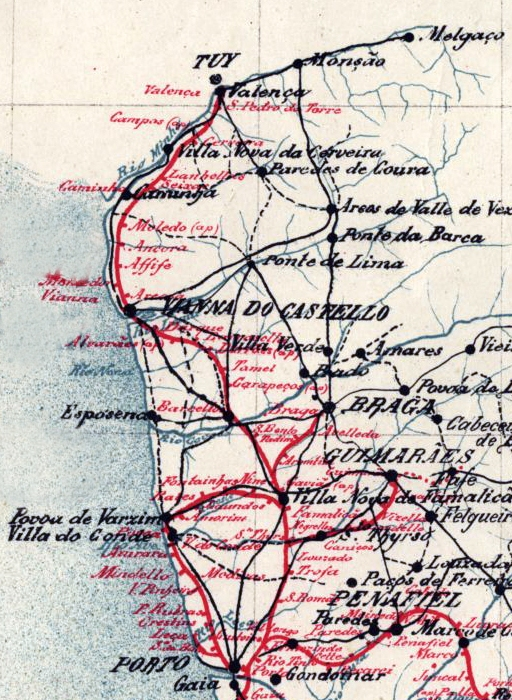
Mapa de 1895, onde se pode ver o Apeadeiro de Campos, entre Cerveira e São Pedro da Torre.

## História
Este apeadeiro situa-se no lanço da Linha do Minho entre Caminha e São Pedro da Torre, que abriu à exploração no dia 15 de Janeiro de 1879.
Nos horários de Junho de 1913, esta interface era servida pelos comboios tramways entre Viana do Castelo e Valença.